# Zvijezd
Zvijezd (cyr. Звијезд) – wieś w Serbii, w okręgu zlatiborskim, w gminie Prijepolje. W 2011 roku liczyła 76 mieszkańców.